# Abrotanella
Abrotanella – rodzaj roślin z rodziny astrowatych (Asteraceae). Obejmuje 18 gatunków.	Występują one w Australii, Nowej Zelandii, na Nowej Gwinei oraz w strefie klimatu umiarkowanego w Ameryce Południowej. Często są to wysokogórskie rośliny poduszkowe. 

## Morfologia
PokrójRośliny drobne, zwykle poduszkowate, przypominające kobierce mchów, nagie lub niemal nagie.
LiścieSkrętoległe.
KwiatyZebrane w drobne koszyczki wyrastające pojedynczo lub po dwie na krótkich szypułach lub siedzące. Łuski okrywy w liczbie kilku, nierówne, wyrastają w dwóch rzędach. Dno kwiatowe nagie.
OwoceNiełupki czterokątne, cylindryczne lub stopowate, bez puchu kielichowego.

## Systematyka
Pozycja systematyczna według APweb (aktualizowany system APG IV z 2016)
Rodzaj z podplemienia Abrotanellinae, z plemienia  Senecioneae i podrodziny Asteroideae w obrębie rodziny astrowatych (Asteraceae).
Wykaz gatunków
- Abrotanella caespitosa Petrie ex Kirk
- Abrotanella diemii Cabrera
- Abrotanella emarginata (Cass. ex Gaudich.) Cass.
- Abrotanella fertilis Swenson
- Abrotanella forsterioides (Hook.f.) Benth.
- Abrotanella inconspicua Hook.f.
- Abrotanella linearifolia A.Gray
- Abrotanella linearis Berggr.
- Abrotanella muscosa Kirk
- Abrotanella nivigena (F.Muell.) F.Muell. ex Benth.
- Abrotanella patearoa Heads
- Abrotanella purpurea Swenson
- Abrotanella pusilla (Hook.f.) Hook.f.
- Abrotanella rostrata Swenson
- Abrotanella rosulata (Hook.f.) Hook.f.
- Abrotanella scapigera (F.Muell.) F.Muell. ex Benth.
- Abrotanella spathulata (Hook.f.) Hook.f.
- Abrotanella submarginata A.Gray
- Abrotanella trichoachaenia Cabrera
- Abrotanella trilobata Swenson